# ニュー・フォレスト (ディストリクト)
座標: 北緯50度52分44秒 西経1度37分59秒 / 北緯50.879度 西経1.633度
ニュー・フォレスト（New Forest）は、イングランド南東部ハンプシャーにある非都市ディストリクト。リンドハーストに行政機能を有する。地名の由来は同名の国立公園から。

## 概要
1974年4月1日、改正地方自治法によりリミングトン・バラ、ニュー・フォレスト地方ディストリクトとリングウッド・アンド・フォーディングブリッジ地方ディストリクトの一部が合併することにより成立した。
2018年半ば時点での推計人口は179,753人で、単一自治体を除いた自治体の中では人口が最も多いディストリクトの1つである。1995年地方行政改革のバンハム委員会では単一自治体へ昇格することが妥当とされたが、政府が拒んだため実現しなかった。

## 地理
ハンプシャーの南西端に位置しており、西側でドーセット、北西部でウィルトシャーと接し、南側ではソレント海峡を挟んでワイト島と向き合っている。
隣接する自治体
- ハンプシャー
  - テスト・ヴァレー
  - サウサンプトン
- ドーセット
  - クライストチャーチ
  - イースト・ドーセット（英語版）
- ウィルトシャー

## 政治・行政
地方議会の選挙は4年ごとに行われ、全60議席が改選される。1995年から99年までの5年間は自由民主党が多数派を獲得したが、その後は保守党が単独過半数を維持し続けている。